# SPCA 80
SPCA 80 là một loại máy bay vận tải của Pháp, do hãng Société Provençale de Constructions Aéronautiques (SPCA) thiết kế chế tạo.

## Biến thể
- SPCA 80
- SPCA 81
- SPCA 82

## Tính năng kỹ chiến thuật
Dữ liệu lấy từ 
Đặc điểm tổng quát
- Kíp lái: 2
- Sức chứa: 4 (hành khách)
- Chiều dài: 11 m (36 ft 1 in)
- Sải cánh: 15 m (49 ft 2½ in)
- Chiều cao: 3.15 m (10 ft 4 in)
- Diện tích cánh: 31.50 m2 (339.07 ft2)
- Trọng lượng có tải: 2030 kg (4475 lb)
- Powerplant: 1 × Gnome-Rhône 7Kb, 224 kW (300 hp)

Hiệu suất bay
- Vận tốc cực đại: 220 km/h (137 mph)
- Tầm bay: 700 km (435 dặm)
- Trần bay: 6200 m (20.340 ft)